# 천우민안
천우민안(天祐民安)은 서하 숭종(西夏 崇宗) 이건순(李乾順)의 치세에 쓰던 연호이다.

## 연대 대조표
| 천우민안   | 원년           | 2년            | 3년            | 4년            | 5년                            | 6년            | 7년            | 8년            |
| 서기(西紀) | 1090년         | 1091년         | 1092년         | 1093년         | 1094년                         | 1095년         | 1096년         | 1097년         |
| 간지(干支) | 경오(庚午)     | 신미(辛未)     | 임신(壬申)     | 계유(癸酉)     | 갑술(甲戌)                     | 을해(乙亥)     | 병자(丙子)     | 정축(丁丑)     |
| 북송(北宋) | 원우(元祐) 5년 | 원우(元祐) 6년 | 원우(元祐) 7년 | 원우(元祐) 8년 | 원우(元祐) 9년 소성(紹聖) 원년 | 소성(紹聖) 2년 | 소성(紹聖) 3년 | 소성(紹聖) 4년 |

## 동시대 연호
| 이전 연호 천의치평(天儀治平) | 중국의 연호 서하(西夏) | 다음 연호 영안(永安) |